# La Represa (Paraguay)
La Represa (también conocido como La Represa Sur) es una localidad paraguaya del departamento de Boquerón, ubicada en el kilómetro−692 de la ruta PY12, a unos 729−km de Asunción.
Actualmente la localidad cuenta con aproximadamente 160 habitantes y administrativamente forma parte del municipio de Mariscal Estigarribia, que se encuentra a unos 259−kilómetros de distancia.

## Geografía
La Represa se ubica en el kilómetro 692 de la ruta PY12, cercano a unos 12−km al oeste del canal artificial paraguayo por donde pasan las aguas del Río Pilcomayo. Al noroeste y norte limita con Doctor Pedro P. Peña, al noreste y este con El Pelícano, al sureste con La Pava, al sur con La Dorada (Embocadura), al suroeste y oeste con la Provincia de Formosa, Argentina, respectivamente.
| Noroeste: Doctor Pedro P. Peña | Norte: Doctor Pedro P. Peña | Nordeste: El Pelícano |
| Oeste: Provincia de Formosa    |                             | Este: El Pelícano     |
| Suroeste: Provincia de Formosa | Sur: La Dorada (Embocadura) | Sureste: La Pava      |

## Clima
Según la clasificación Köppen La Represa posee un clima semiárido cálido, uno de los tipos de clima más duros y extremos del Paraguay, caracterizado por sus temperaturas exageradas, con máximas que llegan hasta los 46 °C a la sombra en verano y mínimas de hasta −7 °C en invierno. El verano suele ser húmedo caluroso con algunas lluvias, mientras que el invierno suele ser muy seco.

## Infraestructura
La infraestructura de la zona actualmente es deficiente, pero se espera que la situación mejore en los próximos años, debido a las inversiones que el gobierno paraguayo está realizando en la zona y por el asfaltado de la ruta PY15 "Bioceánica" que pasará a unos 48 km de distancia.
La localidad cuenta con una escuela, un centro de salud y algunas empresas privadas como: despensas, minimercados, restaurantes, alojamiento, etc.